# Массовые коммуникации
Ма́ссовая коммуника́ция (англ. mass communication) — процесс производства и воспроизводства сообщений, рассчитанных на массовое сознание, специально предназначенными для этого социальными институтами (издательствами, агентствами, редакциями, студиями) среди анонимной, разнородной и рассредоточенной в пространстве массовой аудитории.

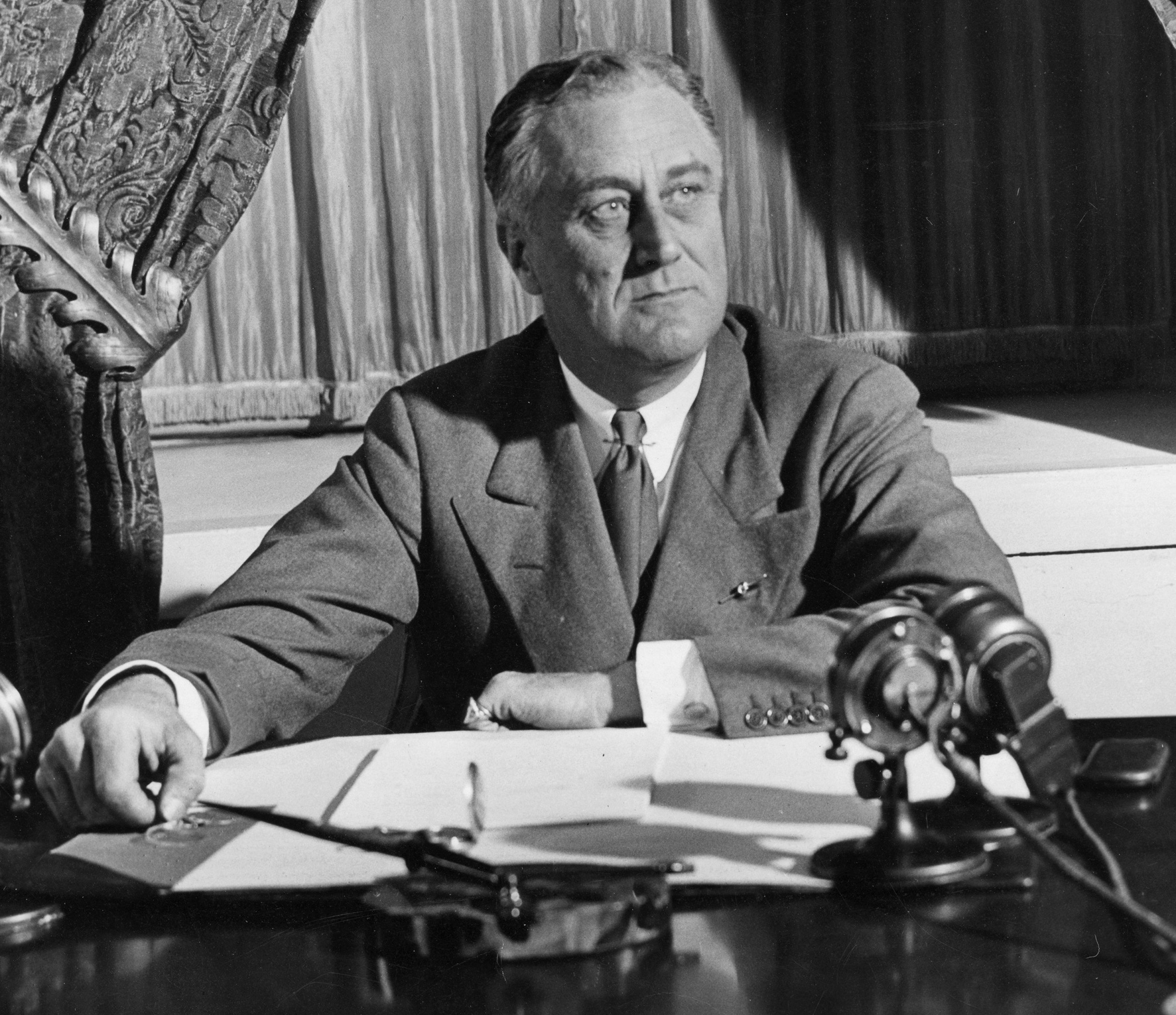
Президент США Франклин Рузвельт после очередного радиообращения. 1933 год

До середины XX века основными средствами массовой коммуникации были газеты и радиовещание, которые являлись основными источниками информации о событиях в мире для широких масс населения. Значимую роль также играло кино. Эти средства стали важнейшим инструментом мобилизации общества, пропаганды и манипулирования общественным мнением. Они формировали массовую культуру, а также предоставляли огромные возможности для рекламы и «пиара». Во второй половине XX века важнейшим средством массовой коммуникации стало телевидение.
Революционизирующее значение для массовой коммуникации имело появление Интернета с его возможностями обратной связи и его возрастающим воздействием на все стороны жизни человечества. 

## История понятия
Понятие «массовая коммуникация» (где коммуникация понимается как связь и общение) появилось в 1920-х годах в США как отражение в основном опыта работы прессы, прежде всего газет и журналов, действующих в условиях рыночной конкуренции в соответствии с принципом «Клиент всегда прав», которое было переформулировано в правило «Давать то, что хочет публика».
В этих условиях издателям газет и журналов необходимо было достаточно оперативно и точно знать предпочтения своей аудитории, что и заставляло их понимать свои издания как средство массовой коммуникации, то есть как средство воздействия на массу, на конкретное множество людей, которые были, как правило, непосредственно друг с другом не связаны, но при этом имели общие интересы, побуждающие их прибегать к помощи периодической печати.
Как средства массовой коммуникации стали пониматься также кино и радио, а впоследствии телевидение и другие электронные средства коммуникации, воздействующие на массовое сознание.

### В Российской империи
В Российской империи в начале XX века самым массовым изданием был предназначенный для всех сословий журнал «Нива». Значительная часть каждого номера содержала рекламу. Ярким примером распространения информации, востребованной не только правящей элитой, но и широчайшими массами населения, явилась годовая подшивка за 1912 год — издание, связанное с празднованием столетнего юбилея Отечественной войны 1812 года.

### В СССР
В Советском Союзе понятия «массовая коммуникация» и, соответственно, «средства массовой коммуникации» были введены исследователями в 1960-х годах.
Понятие «средства массовой информации» является калькой французского термина «moyens d’information de masse». Его стал внедрять в русский язык с 1970-х годов Отдел пропаганды и агитации ЦК КПСС на основе докладной записки, представленной Факультетом журналистики МГУ.
К тому времени во Франции перешли на термин «média de masse», то есть на перевод английского «mass media» (сокращение «media of mass communication», то есть «средства массовой информации»), отказавшись от «средств массовой коммуникации» как понятия слишком ограниченного, поскольку воздействие массовой коммуникации представлено в нём как преимущественно односторонний процесс (от коммуникаторов к массовой аудитории), что принижает значение обратной связи.
Таким образом, то, что в русском языке появилось как новшество, во французском языке к тому времени стало анахронизмом.
Автор (или авторы) докладной записки в ЦК КПСС, по-видимому, не знали, что термин «média de masse» (средства массовой информации) во Франции практически вышел из употребления и, тем самым, они дезинформировали вышестоящую инстанцию. В результате понятия «массовая коммуникация» и «средства массовой коммуникации» стали вытесняться из русского языка в пользу понятия «средства массовой информации (СМИ)» с его консервативно-охранительным содержанием. Таким образом, сложилось положение, когда для множества людей (в том числе журналистов) и особенно для подрастающих поколений обозначение «СМИ» стало само собой разумеющимся, а понятия «массовая коммуникация» и «средства массовой коммуникации» — своего рода терминологической помехой.
Если спросить, где сегодня употребляют понятие «СМИ», то ответом будет: «В Российской Федерации и в странах, которые ещё не преодолели понимание средств коммуникации как „средств информации“, изолирующее их от полноценного понимания воздействия электронного инфокоммуникационного окружения с его быстро растущими ресурсами мгновенной обратной связи». Тем самым, преодоление использования в этих странах понятия «СМИ» становится всё более необходимым для обеспечения их соответствия развитию современного мира в целом.

## Характеристики восприятия массовой коммуникации
При анализе восприятия массовой коммуникации следует иметь в виду следующее:
- Особые интересы участников массовой коммуникации, в том числе интересы массовой аудитории и как они выражаются в её сознании в связи с изменениями условий и образа жизни.
- Формирование ценностей участников массовой коммуникации.
- Идентификацию как эмоциональное и смысловое отождествление участников массовой коммуникации с теми или иными тенденциями общественного развития.
- Убеждающее воздействие СМК на аудиторию.
- Формирование массового сознания через установки, задаваемые средствами массовой коммуникации.
- Реализацию феноменов подражания и диффузии посредством массовой коммуникации.
- Воздействие массовой коммуникации на восприятие и мышление в группах, в том числе в предпринимательской среде.

Одной из важнейших социально-психологических особенностей массовой коммуникации является её способность формировать общественное мнение.
В современных условиях человеческой жизни, оптимизация которой требует осуществления права на информацию и права на коммуникацию, возможности массовой коммуникации могут быть наиболее результативно реализованы с учётом социально-психологических особенностей её воздействия.
Многообразие воздействия массовой коммуникации предполагает передачу информации от источника (коммуникатора) к чаще всего непосредственно не связанным между собой реципиентам. При этом в той или иной степени осуществляется обратная связь, когда, например, телезрители звонят в телестудию, чтобы выразить своё отношение к позиции участников телепередачи.
Реципиенты, играющие при приёме информации пассивную роль, сами становятся коммуникаторами, когда распространяют полученную информацию, руководствуясь при этом своими интересами, подражанием, модой и т. д.
На Западе массовая коммуникация (в том числе применительно к формированию опыта повседневного массового общения и с учётом социально-психологических аспектов её воздействия на человека и общество) исследуется с конца девятнадцатого века.

## Исследования в области массовой коммуникации
Исследование массовой коммуникации охватывает всё многообразие воздействия массовой коммуникации на аудиторию СМК, на человека и общество, в том числе имеются в виду социально-психологические аспекты этого воздействия.
Понимание массовой коммуникации требует изучения большого комплекса вопросов общественного развития, что и обусловливает междисциплинарный характер исследований массовой коммуникации.
Основой теории массовой коммуникации является само понятие «массовая коммуникация», но это понятие только к этому определению (как связь и общение) не сводится и применительно к потребностям общественного развития толкуется более широко, в том числе с учётом демократизации общественной жизни.
Системообразующим понятием теории массовой коммуникации стало понятие «публики», введённое в работах Г. Тарда, Ч. Кули, У. Липпмана в эпоху возникновения средств массовой коммуникации и позднее разработанное Г. Блумером, Г. Лассуэлом, М. Маклюэном. Под публикой понималась совокупность людей, которые, в отличие от массы, адекватно осознают свои интересы, активно вовлечены в процесс их реализации и, соответственно, обладают своим публично выражаемым мнением (что, в свою очередь, ставит действия публики в связь с публичной формой осуществления государственной власти).
Значительный интерес представляют собой исследования публичного восприятия при формировании коллективных представлений, способствующих интеграции людей как членов массовых аудиторий, через укрепление их чувства солидарности друг с другом. Вместе с тем современные научные исследования выявляют и усиливающиеся дезинтеграционные процессы, характерные для массового сознания в условиях глобализации.

### На других языках
- Gavrov S. Hybrid wars: the archaization of political consciousness and involution of media // Russian journal of communication. Tom 9, № 2, 2017. PP: 207—210.  ISSN: 1940-9419 eISSN: 1940-9427
- Hartley, J.: «Mass communication», in O’Sullivan; Fiske (eds): Key Concept in Communication and Cultural Studies (Routledge, 1997).
- Mackay, H.; O’Sullivan T.: The Media Reader: Continuity and Transformation (Sage, 1999).
- McQuail, D.: McQuail’s Mass Communication Theory (fifth edition) (Sage, 2005).
- Thompson, John B.: The Media and Modernity, Polity, 1995.
- C. Wright Mills The Mass Society, Chapter in the Power Elite, Oxford Press, 1956